# Stari Dvor, Koroška
Stari Dvor (nemško Althofen) je naselje v Občini Stari Dvor v Okraju Šentvid ob Glini na Koroškem v Avstriji.